# Górnik Wałbrzych (basquetebol)
O Górnik Wałbrzych, também conhecido como Górnik Zamek Książ Wałbrzych em virtude de seu contrato de patrocínio com o maior castelo da Silésia, o Castelo Książ, é um clube de basquetebol profissional baseado em Wałbrzych, Polônia que atualmente disputa a Liga Polonesa (PLK). Suas partidas como mandante são disputadas no Hala Widowiskowo-Sportowa Aqua Zdrój com capacidade de 1.800 espectadores. O nome Górnik se traduz para o português como "Mineradores" em referência ao passado próspero ligado à exploração de minas.

## História
A secção de basquetebol do Górnik Wałbrzych existe desde a inauguração do clube em 22 de março de 1946, porém disputando ligas provinciais. Na temporada 1955-56 a equipe chegou à segunda divisão, porém faltava-lhes instalação esportiva adequada, fato que foi sanado com a inauguração do Placu Teatralnym. O maior sucesso dos "azuis e branco" até então seria a sua promoção à primeira divisão que deu-se em 1970, porém  a equipe não se firmava como uma potência e infelizmente convivia com o fantasma do rebaixamento constantemente.
Os anos 80 sem dúvida foram os anos dourados para o Górnik Wałbrzych quando conquistaram seus dois títulos nacionais, em 1981-82 e 1987-88, e seus três vice-campeonatos, em 1980-81, 1982-83, 1985-86. Importantes jogadores fizeram parte dessa época áurea, dentre eles: Stanisław Kiełbik, Wojciech Krzykała, Jerzy Żywarski e o "homem dos 90 pontos", Mieczysław Młynarski, consagrado após marcar 90 pontos contra o Pogoń Szczecin.
Na temporada 1987-88 alçaram voos mais altos ao disputar a Copa Korać, porém foram eliminados na primeira fase ao enfrentar o Olympiacos Pireu.
Os anos 90 trouxeram o declínio da indústria de mineração na cidade de Wałbrzych e com menos dinheiro em caixa, a decadência da equipe foi eminente. Chegou a participar na temporada 1994-95, porém com o nome de Śnieżka Aspro Świebodzice e as cores eram branco e vermelho. Conseguiram o 4º lugar, porém os anos que se seguiram relegaram a equipe para as divisões inferiores na Pirâmide Polonesa.
Na década de 2020 mostrou-se promissora para os "mineradores" visto ficaram em primeiro lugar na I Liga  em 2019-20 e nas temporadas 2020-21, 2021-22, 2022-23, a equipe foi excepcionalmente bem até a final. A volta para a PLK dar-se-ia na temporada 2023-24 quando conquistaram o título da I Liga vencendo a série por 3-1 contra Enea Abramczyk Astoria.
A temporada 2024-25 foi muito especial para os fãs da equipe, pois além de disputar a elite, venceram heroicamente a Copa da Polônia contra o King Szczecin por 80-78 e disputaram os Playoffs sendo eliminados para o Légia Varsóvia por 3-1 na série.

## Histórico de temporadas
Fontes: plk.pl, rozgrywki.pzkosz.pl/, 
| Temporada | Competição Doméstica | Competição Doméstica | Competição Doméstica | Competição Doméstica | Competição Doméstica | Competição Doméstica | Copa    | Copa      | Competições Europeias | Competições Europeias |
| Temporada | Nível                | Liga                 | Pos.                 | TR.                  | PL.                  | Pós Temporada        | Copa    | Supercopa | Liga                  | Resultado             |
| --------- | -------------------- | -------------------- | -------------------- | -------------------- | -------------------- | -------------------- | ------- | --------- | --------------------- | --------------------- |
| 2013-14   | 4                    | III Liga             | 1º                   | 2-1                  | 2-1                  | Promovido            |         |           |                       |                       |
| 2014-15   | 3                    | II Liga              | 2º                   | 16-4                 |                      |                      |         |           |                       |                       |
| 2015-16   | 3                    | II Liga              | 2º                   | 18-4                 | 5-2                  | Quartas de finais    |         |           |                       |                       |
| 2016-17   | 3                    | II Liga              | 2º                   | 21-3                 | 2-2                  | Quartas de finais    |         |           |                       |                       |
| 2017-18   | 3                    | II Liga              | 1º                   | 22-4                 | 6-4                  | Promovidofinalista   |         |           |                       |                       |
| 2018-19   | 2                    | I Liga               | 8º                   | 16-14                | 1-3                  | Quartas de finisar   |         |           |                       |                       |
| 2019-20   | 2                    | I Liga               | 1º                   | 18-5                 |                      |                      |         |           |                       |                       |
| 2020-21   | 2                    | I Liga               | 2º                   | 25-5                 | 8-5                  | Finalista            |         |           |                       |                       |
| 2021-22   | 2                    | I Liga               | 2º                   | 23-9                 | 7-5                  | Finalista            |         |           |                       |                       |
| 2022-23   | 2                    | I Liga               | 1º                   | 27-7                 | 6-3                  | Finalista            |         |           |                       |                       |
| 2023-24   | 2                    | I Liga               | 2º                   | 25-9                 | 9-1                  | Promovidocampeão     |         |           |                       |                       |
| 2024-25   | 1                    | PLK                  | 5º                   | 18-12                | 1-3                  | Quartas de finais    | Campeão |           |                       |                       |

## Títulos

### Liga polonesa
- Campeão (2): 1981-82, 1987-88
- Finalista (3): 1981, 1983, 1986

### Copa da Polônia
- Campeão (1): 2025

### I Liga
- Campeão (2): 2019-20, 2023-24
- Finalista (4): 2007, 2021, 2022, 2023